# メムブリス
メムブリス (ドイツ語: Mömbris, ドイツ語発音: [mœmbʁɪs]) は、ドイツ連邦共和国バイエルン州ウンターフランケン行政管区のアシャッフェンブルク郡北部の市場町である。1964年1月31日に市場町となったこの町は、面積 35.92 km2 で、郡内で5番目の広さの自治体である。その大部分 (32.81 km2) が森林、草地、耕作地である。この町は海抜 165 m から 337 m に位置している。

メムブリスの地区配置および土地利用図。ピンクが市街地、白が緑地および耕作地、緑が山林である。

## 地理

### 位置
メムブリスは、バイエルンのウンターマインに属すカールグルント地方の中央に位置している。シュペッサルト山地前山の麓で、シェルクリッペンからアルツェナウへの行程（州道 2305号線）の中間地点にあたる。最高地点は、海抜 437 m のハーネンカムである。メムブリス町内をカール川が流れている。

### 自治体の構成
町域は、10の管理区 (Gemarkung) に分割される:
| 管理区                                   | 管理区                 | 面積 (ha) |
| ---------------------------------------- | ---------------------- | --------- |
| ダックスベルク                           | Daxberg                | 270       |
| デルンシュタインバッハ                   | Dörnsteinbach          | 200       |
| ヘムスバッハ                             | Hemsbach               | 160       |
| ホール / メムブリス                      | Hohl / Mömbris         | 90        |
| ケーニヒスホーフェン・アン・デア・カール | Königshofen a. d. Kahl | 200       |
| メンゼンゲゼス                           | Mensengesäß            | 250       |
| メムブリス                               | Mömbris                | 1340      |
| ニーダーシュタインバッハ                 | Niedersteinbach        | 220       |
| ライヒャーバッハ                         | Reichenbach            | 330       |
| シムボルン                               | Schimborn              | 530       |
| 市場町メムブリス 計                      | 市場町メムブリス 計    | 3,590     |

町は18の地区 (Ortsteil) に分割される。
| 地区                                     | 地区                 | 人口（人） | 管理区                                   |
| ---------------------------------------- | -------------------- | ---------- | ---------------------------------------- |
| アンゲルスベルク                         | Angelsberg           | 62         | メムブリス                               |
| ブリュッケン                             | Brücken              | 596        | メムブリス                               |
| ダックスベルク                           | Daxberg              | 734        | ダックスベルク                           |
| デルンシュタインバッハ                   | Dörnsteinbach        | 636        | デルンシュタインバッハ                   |
| グンツェンバッハ                         | Gunzenbach           | 590        | メムブリス                               |
| ハイムバッハ                             | Heimbach             | 130        | メムブリス                               |
| ヘムスバッハ                             | Hemsbach             | 276        | ヘムスバッハ                             |
| ホール                                   | Hohl                 | 447        | ホール / メムブリス                      |
| ケーニヒスホーフェン・アン・デア・カール | Königshofen a.d.Kahl | 818        | ケーニヒスホーフェン・アン・デア・カール |
| メンゼンゲゼス                           | Mensengesäß          | 1,122      | メンゼンゲゼス                           |
| モルケンベルク                           | Molkenberg           | 63         | メムブリス                               |
| メムブリス                               | Mömbris              | 2,278      | メムブリス                               |
| ニーダーシュタインバッハ                 | Niedersteinbach      | 939        | ニーダーシュタインバッハ                 |
| ラッパハ                                 | Rappach              | 266        | メムブリス                               |
| ライヒェンバッハ                         | Reichenbach          | 386        | ライヒェンバッハ                         |
| ローテングルント                         | Rothengrund          | 229        | メムブリス                               |
| シムボルン                               | Schimborn            | 1,680      | シムボルン                               |
| シュトレッツバッハ                       | Strötzbach           | 628        | メムブリス                               |
| 市場町 メムブリス 計                     | 市場町 メムブリス 計 | 11,870     |                                          |

地区はさらに23の集落 (Ort) に分割される。
| 集落                                     | 集落                 | 高度（海抜 m） | 地区                                     |
| ---------------------------------------- | -------------------- | -------------- | ---------------------------------------- |
| アンゲルスベルク                         | Angelsberg           | 305            | アンゲルスベルク                         |
| ブリュッケン                             | Brücken              | 156            | ブリュッケン                             |
| ダックスベルク                           | Daxberg              | 313            | ダックスベルク                           |
| デルシュタインバッハ                     | Dörnsteinbach        | 294            | デルシュタインバッハ                     |
| フレーデリヒスミューレ                   | Flederichsmühle      | 185            | ケーニヒスホーフェン・アン・デア・カール |
| フローンホーフェン                       | Frohnhofen           | 170            | シュトレッツバッハ                       |
| グロースヘムスバッハ                     | Großhemsbach         | 296            | ヘムスバッハ                             |
| グンツェンバッハ                         | Gunzenbach           | 257            | グンツェンバッハ                         |
| ハウホーフ                               | Hauhof               | 185            | シムボルン                               |
| ハイムバッハ                             | Heimbach             | 240            | ハイムバッハ                             |
| ホール                                   | Hohl                 | 286            | ホール                                   |
| カルテンベルク                           | Kaltenberg           | 190            | シムボルン                               |
| クラインヘムスバッハ                     | Kleinhemsbach        | 340            | ヘムスバッハ                             |
| ケーニヒスホーフェン・アン・デア・カール | Königshofen a.d.Kahl | 189            | ケーニヒスホーフェン・アン・デア・カール |
| メンゼンゲゼス                           | Mensengesäß          | 170            | メンゼンゲゼス                           |
| モルケンベルク                           | Molkenberg           | 340            | モルケンベルク                           |
| メムブリス                               | Mömbris              | 180            | メムブリス                               |
| ニーダーシュタインバッハ                 | Niedersteinbach      | 159            | ニーダーシュタインバッハ                 |
| ラッパハ                                 | Rappach              | 207            | ラッパハ                                 |
| ライヒェンバッハ                         | Reichenbach          | 225            | ライヒェンバッハ                         |
| ローテングルント                         | Rothengrund          | 226            | ローテングルント                         |
| シムボルン                               | Schimborn            | 185            | シムボルン                               |
| シュトレッツバッハ                       | Strötzbach           | 170            | シュトレッツバッハ                       |

ヴォーンシュタット、ヒュッテンベルク、カーレスベルクの集落は、現在のメムブリス地区に含まれる。
かつてのニーダーシュタインバッハ、ミッテルシュタインバッハ、オーバーシュタインバッハの村落は、合併してニーダーシュタインバッハ小町区を形成している。

### バイエルン州とヘッセン州との州界
ヘッセン州は、以前、この市場町に突き出していた。2007年、バイエルン州とヘッセン州との間で約 10 ha の土地の交換協定が締結され、2011年7月1日に発効した。これによりバイエルン州の面積は約 1.77 ha 縮小した。それまでの州境は、FV ヴィクトリア 1930 e.V. ブリュッケンのクラブハウスを横切っていた。また、州道2305号線はニーダーシュタインバッハ付近で短い区間州境をなしており、わずかだがヘッセン州側を通る箇所（ヘッセンカーブ）がある。

### 隣接する市町村
メムブリスは、北はフライゲリヒト（ヘッセン州マイン＝キンツィヒ郡）およびガイゼルバッハ、北東はクロムバッハ、東はブランケンバッハ、南東はヘルスバッハ、南はヨハネスベルク、西はアルツェナウ（以上、いずれもアシャッフェンブルク郡）と境を接している。

## 地名

### 名前の由来
この地名は、メムブリス城の名称が集落に適用されたものである。現在、カールグルント訛りではメマーシュ (Memersch) と呼ばれる。メムブリスという言葉の由来自体について、詳細は分かっておらず、2つの説が唱えられている:
- Mömbris という地名は中高ドイツ語の単語 Hemelris に由来する。この単語は「沼地の開墾地」を意味し、当時の周囲の状況を示している[6]。
- メムブリスの元の名称は Hemmilriz である。これは人名 Hemilio に、中高ドイツ語で「細長い隙間」や「溝」を意味する単語 riz がついたものである。語頭の H から M への変化は、(a)m Hemmilriz あるいは (zu)m Hemmilriz といった前置詞語末の膠着によると説明される[7]。

### 歴史的表記
様々な史料や文献上の、この集落の古い表記は以下のものがある。
| - 1340年 Hemmelrisz - 1346年 Memmilriz - 1361年 Memmelris - 1386年 Memelris - 1389年 Memelrisz - 1468年 Membris | - 1481年 Meymelryß - 1592年 Membreß - 1625年 Memers - 1805年 Membris - 1832年 Mömbris |

## 歴史

### 中世
メムブリスは、中世には、同名のメムブリス裁判区に属し、その主邑となっていた。メムブリス裁判区は、アルツェナウ自由裁判区の一部であった。この自由裁判所は帝国直轄ではあったが、帝国はこの地域を繰り返し質入れし、あるいは下賜してきた。領主は何度も入れ替わり、このため領主はしばしば入れ替わり、その中にはハーナウ家（後のハーナウ伯）、ランデンブルク家、エップシュタイン家も含まれた。
メムブリス城は1300年頃に、現在の旧墓地の場所に建設された。この城は誤ってヴォムブルク城 (Womburg) と記録され、19世紀になるまで場所が判明しなかった。

### 近世
1500年にローマ＝ドイツ王マクシミリアン1世は自由裁判区全域をマインツ大司教とハーナウ＝ミュンツェンベルク伯に共同統治領として授封した。この共同統治時代に、この自由裁判区にはマインツ大司教による教会の司法権が行使され、ハーナウ＝ミュンツェンベルク伯領で起こった宗教改革はこの地に及ばなかった。メムブリスはローマ＝カトリックの信仰に留まったのである。メムブリスは、1603年に完全にマインツ選帝侯領となった。
1803年の帝国代表者会議主要決議によって、メムブリスはヘッセン＝ダルムシュタット方伯領となったが、この体制は 13年間しか続かなかった。1816年にヘッセン大公はこのアムトをバイエルン王国に割譲した。これ以後メムブリスはバイエルン領となった。

### 国家社会主義時代の抵抗運動
1936年12月28日の司祭アウグスト・ヴェルナーの逮捕はメムブリスのカトリック住民の怒りと暴動を引き起こした。自身が第一次世界大戦の軍人で、1級鉄十字勲章の受勲者あった司祭は、自分の町にシュテュルマーの施設を設けることに反対していた。司祭は1936年12月20日の日曜礼拝で、シュテュルマー（反ユダヤ主義の新聞）の施設反対の署名を呼びかけ、ミサを執行しないという最後通牒を突きつけた。この声明によって多くのカトリック信者が、市長でNSDAPの地域グループ指導者であったゴットフリート・ヴァン・トレークから離反し、署名リストが作成された。これのためヴェルナー司祭は1936年12月28日にゲシュタポによって逮捕され、アシャッフェンブルクに連行された。メムブリス教会の聖職者ヘルマン・デューミヒはナチス体制に対する抵抗を続けた。アウグスト・ヴェルナー司祭は、1937年8月2日に、いわゆる保護拘禁から解放された。

### 終戦後
メムブリスは、1862年7月1日に創設されたベツィルクスアムト・アルツェナウに属した。このベツィルクスアムトは、1939年1月1日にアルツェナウ・イン・ウンターフランケン郡に改組された。この郡の廃止に伴って、メムブリスは1972年7月1日に新たに組織されたアシャッフェンブルク郡に編入された。

### 町村合併
- 1818年以降、ブリュッケン、シュトレツバッハ、ラパハ、ハイムバッハ、グンツェンバッハ、ローテングルント、アンゲルスベルク、カーレスベルク（現在は廃村）、モルケンベルクの町区がメムリンゲンに属している。
- 最初の自治体として、1972年1月1日にダクスベルク、ヘムスバッハ、メンゼンゲゼスがメムブリスに合併した[9]。
- 1972年7月1日、ニーダーシュタインバッハが13番目の町区となった[9]。
- 1974年1月1日、デルンシュタインバッハおよびホールが合併した[10]。
- 1976年1月1日、ライヒェンバッハが独立した自治体でなくなった[10]。
- 1978年5月1日、1972年1月1日にケーニヒスホーフェンとともにカールに合併していたシムボルンが、かつて自治体シムボルンを形成していた他の集落とともにメムブリスに合併した[10]。

## 行政

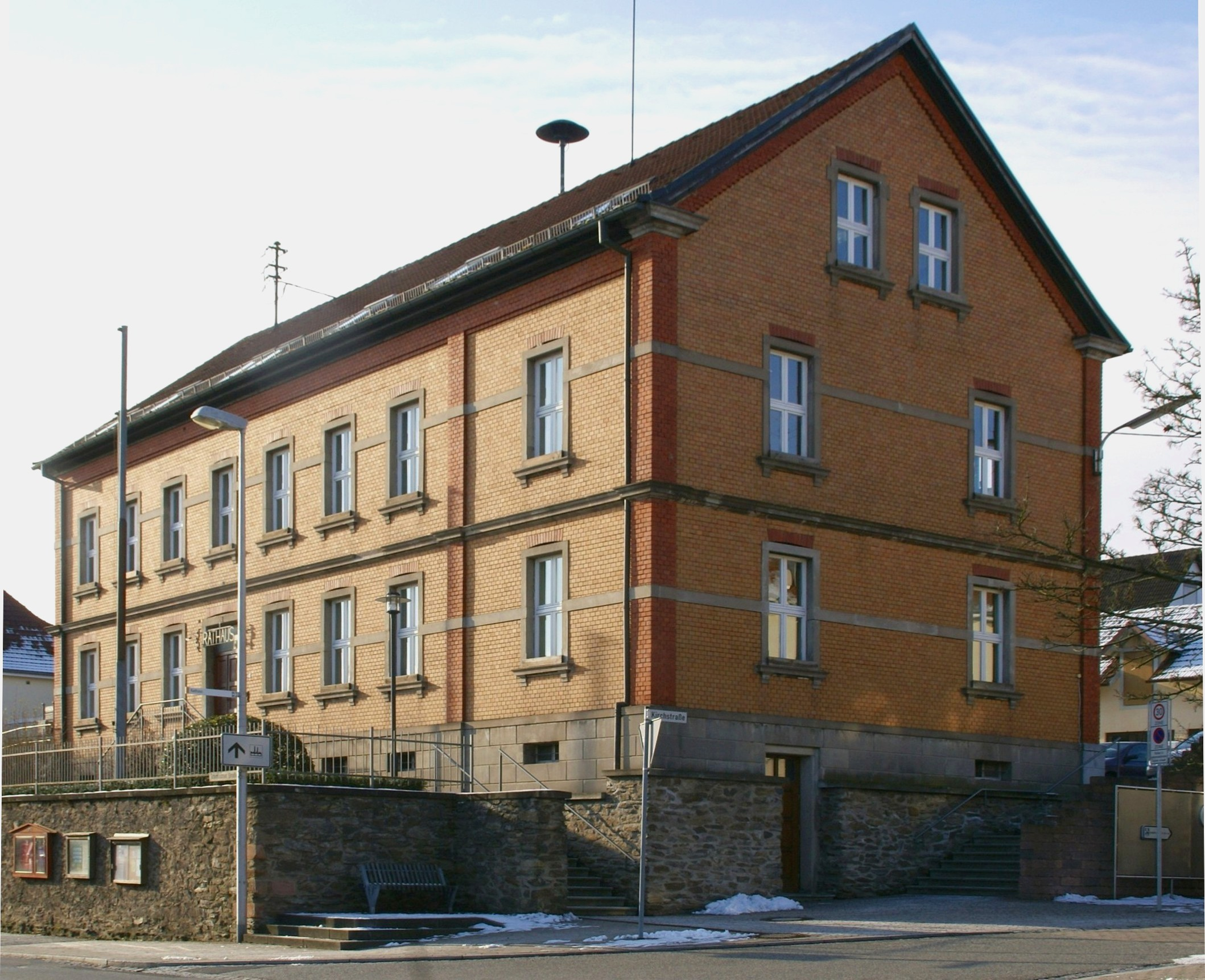
メムブリスの町役場

### 議会
市場町メムブリスの議会は、24議席からなる。これはこの市場町の人口が、10,001人から 20,000人のカテゴリに入るためである。議会は、6年ごとに改選される。議員 24人に加え、首長も議会で投票権を有している。

### 首長
市場町メムリンゲンの首長は、無所属のフェリックス・ヴィッセルが2008年から務めている。彼は、2014年3月16日の選挙で 96.49 % の票を獲得して再選された。この選挙の投票率は 54.08 % であった。
第二次世界大戦後のメムブリスの首長を列記する
- アントン・フォルク（1945年）
- レオポルト・ヴィッセル（1945年 – 1951年）
- アントン・ライジング（CSU、1951年 – 1986年）
- ミヒャエル・シュネーマイアー（SPD、1986年 – 1998年）
- ラインホルト・グラザー（CSU、1998年 – 2008年）
- フェリックス・ヴィッセル（無所属、2008年 - ）

### 紋章
図柄: 赤地に下向きに置かれた金の柄を持つ銀の剣。その向かって左に6本スポークの銀の輪、向かって右に金の冠。
紋章の歴史: メムブリスは、1500年まで王領であった。紋章の冠はこれを表している。この村が自由裁判所所在地であったことは剣によって象徴されている。1487年にマインツ選帝侯が領主権の一部を獲得し、1738年にこの地域全域の領主となった。6本スポークの輪（マインツの輪）はこれを示している。
この紋章は、1961年にデザインされ、認可を受けた。

### 姉妹都市
- カントン・オネ＝シュル＝オドン（フランス語版）、コーモン＝レヴォンテ（フランス語版、英語版）、ヴィレー＝ボカージュ（フランス語版、英語版） の3つのカントン（いずれもフランス、カルヴァドス県）を含む Pré Bocage と市町自治体となっている。

## 文化と見所

### 教会と礼拝堂

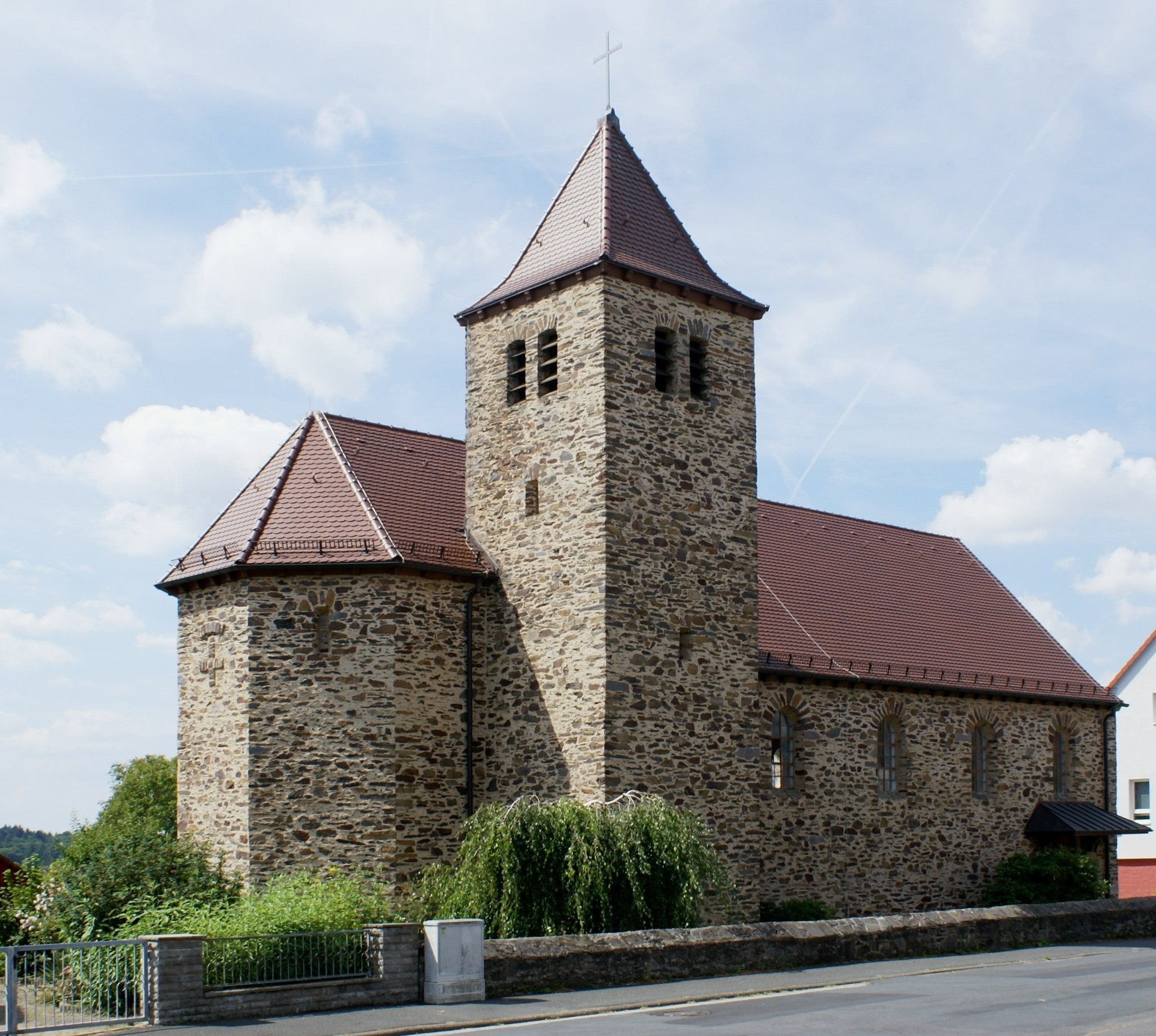
聖十字架教会

メムブリスには、以下の教会および礼拝堂がある。これらはいずれもアルツェナウ首席司祭区に属す。
- 三位一体教会（ラッパハ）
- 聖霊教会（デルンシュタインバッハ）
- 十四聖人教会（メンゼンゲゼス）
- 聖十字架教会（旧）（ダクスベルク）
- 聖十字架教会（新）（ダクスベルク）
- マリーエ・ハイムズーフング教会（ホール）
- マリア・ヒルフェ・デア・クリステン教会（ライヒェンバッハ）
- 聖キリアクスおよび聖ヴァレンティン教会（メムブリス）
- 聖ヤーコブス教会（シムボルン）
- 聖ミヒャエル教会（グンツェンバッハ）
- 聖ヴェンデリン教会（ブリュッケン）
- 聖ヴェンデリン教会（グロースヘムスバッハ）
- 聖ヴェンデリン教会（ケーニヒスホーフェン）
- 聖ヴェンデリン教会（ニーダーシュタインバッハ）

### 博物館

#### 郷土博物館

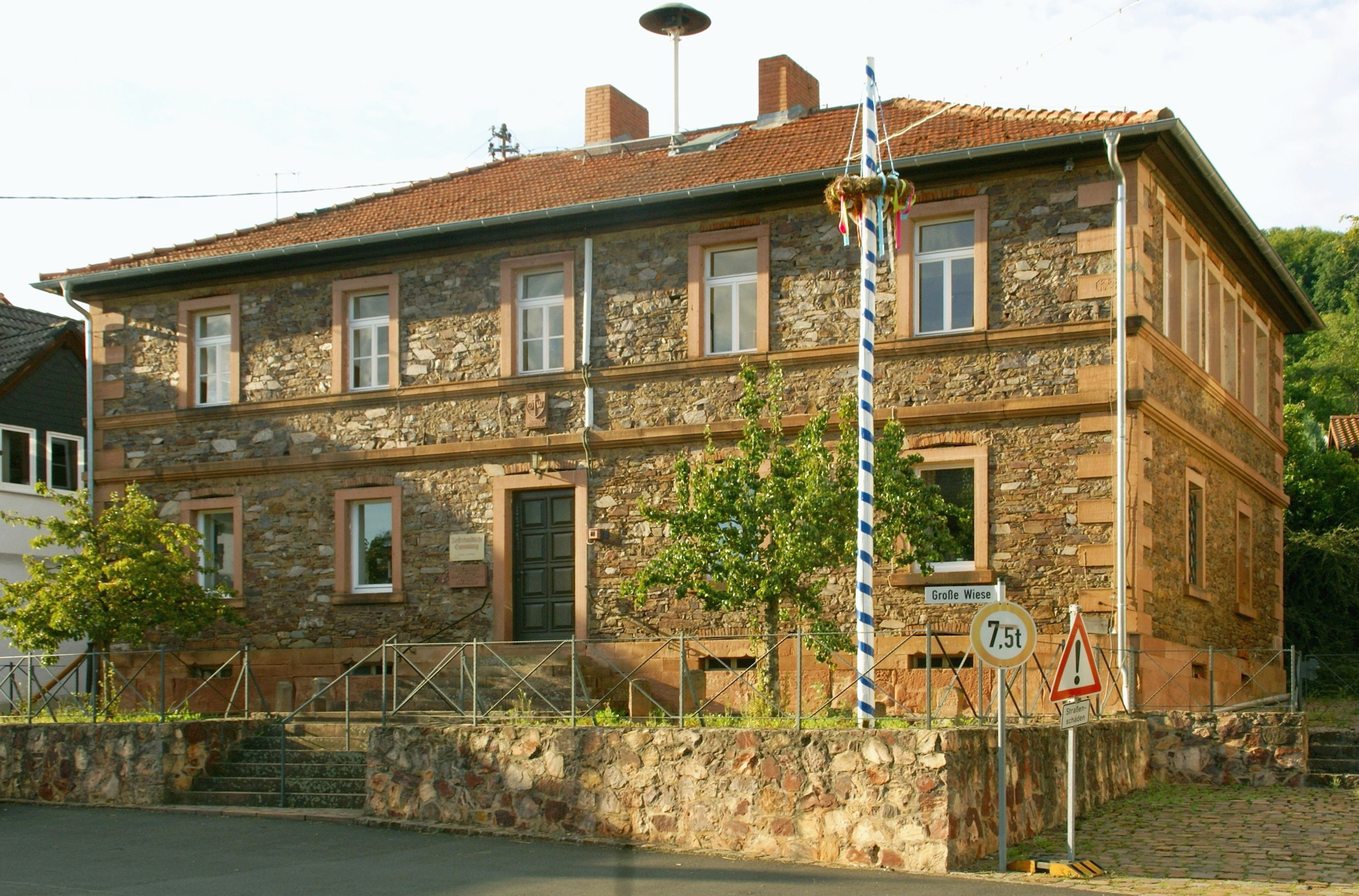
グンツェンバッハの民俗文化コレクション（郷土博物館）

メムブリスの郷土博物館は、グンツェンバッハにある。この博物館は当時の郡郷土振興会長エミール・グリーベルの主導でグンツェンバッハの旧学校内に設立され、1977年5月14日から存続している。

#### 水車博物館

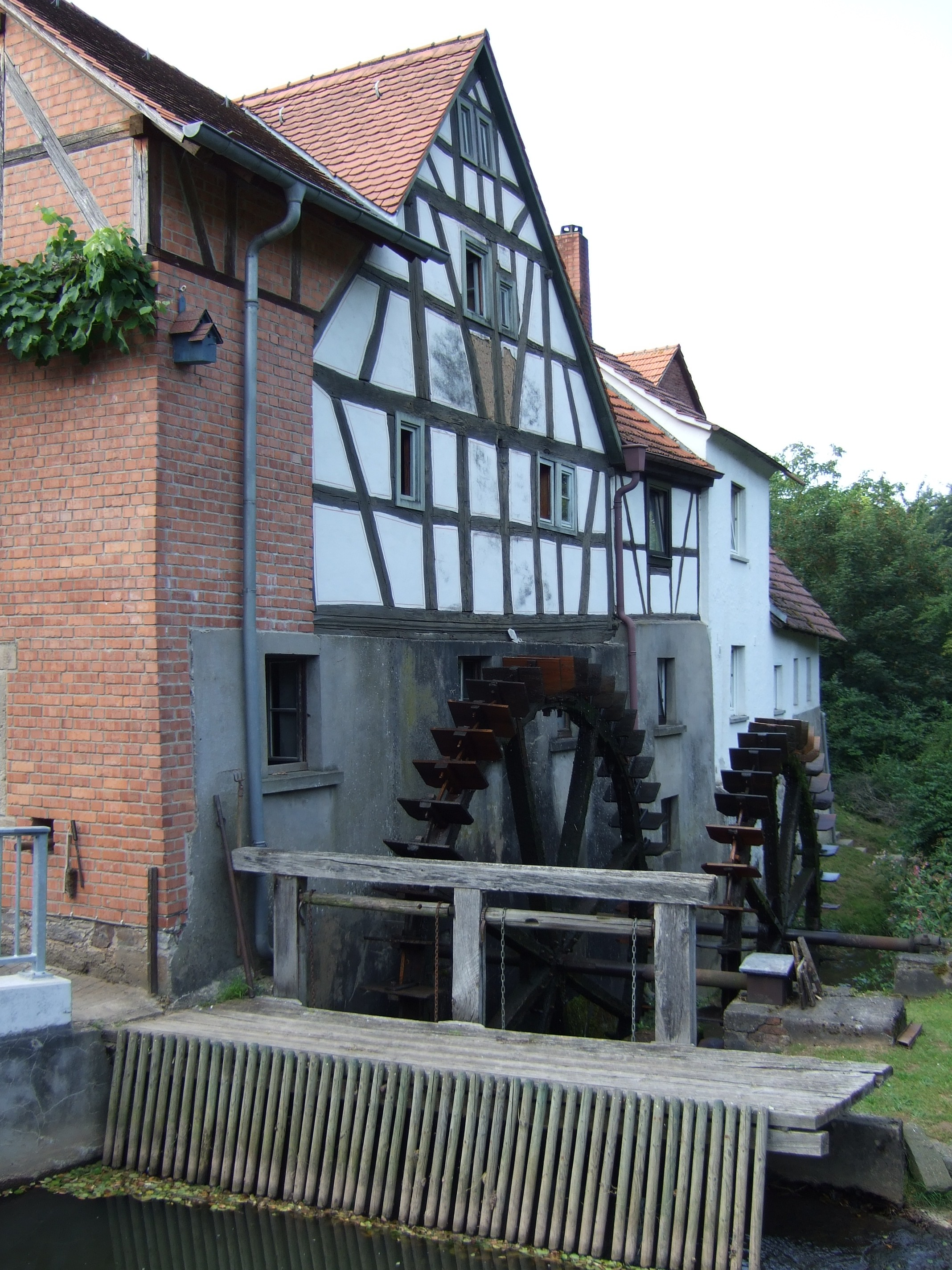
水車博物館の二連水車

シュトレツバッハには、カール川沿いに歴史的な二連水車があり、5月から10月まで予約制で見学できる水車博物館となっている。シュトレツバッハの二連水車の建設は1700年頃に始まった。ゾントホーフェン出身で当時のアウクスブルク司教区で育ったヤーコプ・コッホと地元のアンドレアス・ブリュックナーが二連水車の建設者であった。2つの水車は一つの屋根の下にある。内部構造は2つの水車機構が互いに入り組んだ形になっていた。水車博物館の設立に伴い、かつての水車機構は「ブリュックナー水車」のそれに集約され、かつてと同じように食事の提供が可能となった。コッホ側は住居となっている。両水車の車輪は保存されている。

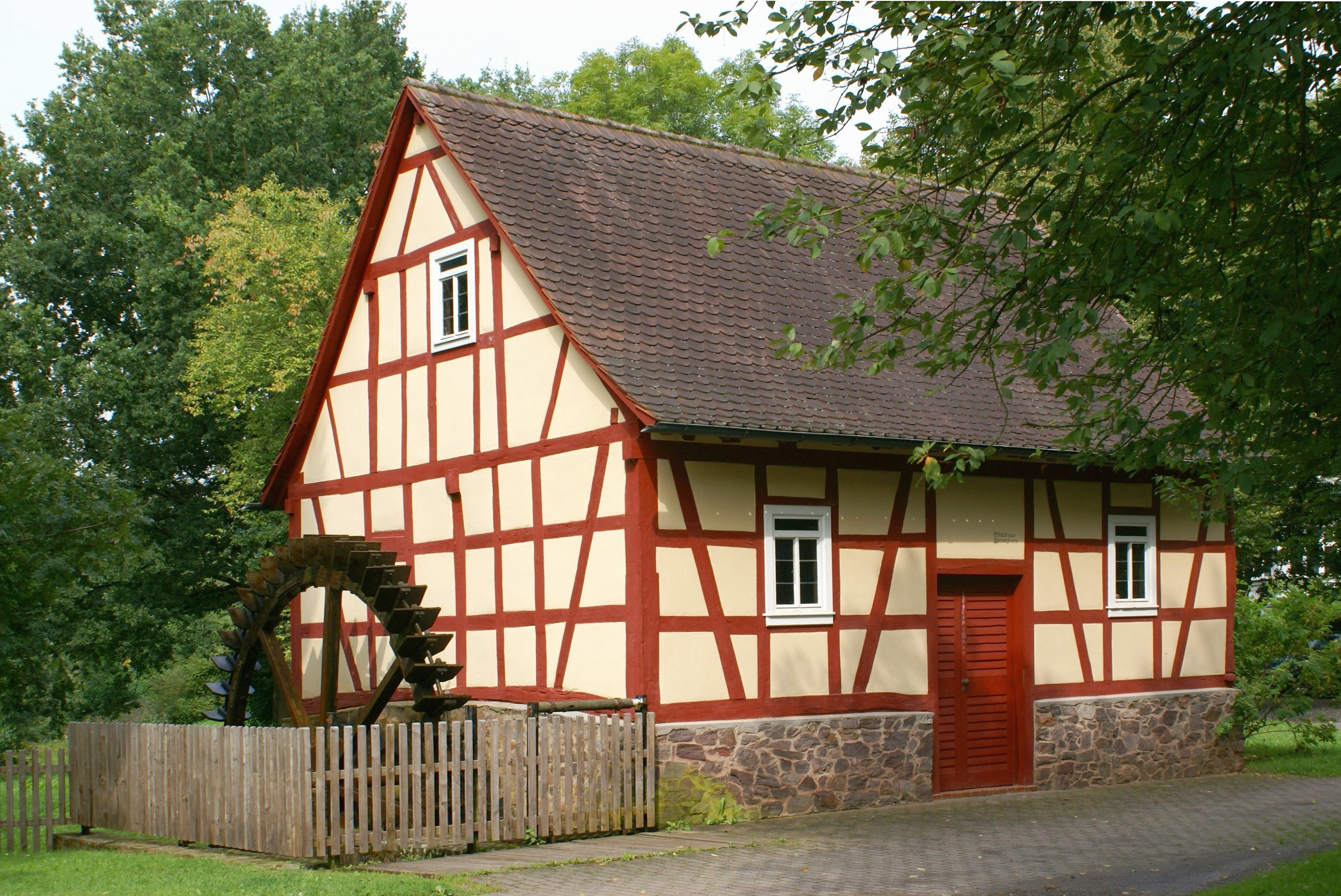
メムブリスの搾油水車

#### フライラント博物館
メムブリスの中央近くに、小さなフライラント博物館がある。歴史的な搾油水車と古い鍛冶屋作業場が完全に保存されているその基本構造を形成している。

## 経済と社会資本
町全体の人口が多いために忘れられているが、1970年代末の地域再編以降メムブリスに属す18地区は田舎の集落で構成されている。これらの地区はいずれも人口が少なく（約200人から約1,000人。例外はシムボルン地区の約1,800人とメムブリス地区の約2,000人）、これらが集合した結果として市場町メムブリスの2004年の人口は12,000人となっているのである。メムブリスは人口減少および経済問題と戦っており、新たに建設した産業地域とそこに進出した企業やショッピングマーケットのおかげでこれらの問題は改善される傾向にある。

### 交通
カールグルント鉄道（ハーナウ – カール (マイン) – シェルクリッペン）のメムブリス＝メンゼンゲゼス駅がある。

### 教育
この市場町には以下の教育機関がある（1999年現在）
- 幼稚園: 495人受け容れ可能。471人が在園
- フォルクスシューレ: 5校、教員数計 46人、児童・生徒数計 985人
- カールグルント＝シュペッサルト市民大学 e.V. メムブリス、シェルクリッペン、ガイゼルバッハ、ヨハネスベルク、ハイゲンブリュッケン、メスペルブルンを対象とする。

### クラブ生活
メムブリスのクラブ生活は多彩である。スポーツクラブの他に数多くの郷土クラブや文化クラブがある。レスリング・ブンデスリーガに属す RWG メムブリス＝ケーニヒスホーフェンがある。

## 引用
1. ↑  https://www.statistikdaten.bayern.de/genesis/online?operation=result&code=12411-003r&leerzeilen=false&language=de Genesis-Online-Datenbank des Bayerischen Landesamtes für Statistik Tabelle 12411-003r Fortschreibung des Bevölkerungsstandes: Gemeinden, Stichtag (Einwohnerzahlen auf Grundlage des Zensus 2011)
2. ↑  Einwohnerzahlen Markt Mömbris （2013年12月31日現在）
3. ↑  Byerische Landesbibliothek Online - Mömbris, M（2015年10月17日 閲覧）
4. ↑  Land & Leute - Bayern wird kleiner（2015年10月17日 閲覧）
5. ↑  Olaf Przybilla: Bayern wird kleiner - und freut sich darüber, Süddeutsche Zeitung 2010年5月17日付け（2015年10月17日 閲覧）
6. 1 2 3  Unser Kahlgrund 2004. Heimatjahrbuch für den Landkreis Alzenau. Herausgegeben von der Arbeitsgemeinschaft zur Heimatforschung und Heimatpflege des Landkreises Alzenau, Landrat des Kreises. ISSN 0933-1328.
7. 1 2  Wolf-Armin Frhr. v. Reitzenstein: Lexikon fränkischer Ortsnamen. Herkunft und Bedeutung. C.H.Beck, München 2009, ISBN 978-3-406-59131-0, S. 150.
8. ↑  Schmittner, Monika: … befindet sich hier eine Anzahl staatsfeindlicher Elemente. Verfolgung und Widerstand 1933–1945 in Stadt und Land Aschaffenburg. Frankfurt, 1985. S. 134–143
9. 1 2  Wilhelm Volkert (Hrsg.): Handbuch der bayerischen Ämter, Gemeinden und Gerichte 1799–1980. C.H.Beck’sche Verlagsbuchhandlung, München 1983, ISBN 3-406-09669-7, S. 418.
10. 1 2 3  Statistisches Bundesamt (Hrsg.): Historisches Gemeindeverzeichnis für die Bundesrepublik Deutschland. Namens-, Grenz- und Schlüsselnummernänderungen bei Gemeinden, Kreisen und Regierungsbezirken vom 27. 5. 1970 bis 31. 12. 1982. W. Kohlhammer GmbH, Stuttgart und Mainz 1983, ISBN 3-17-003263-1, S. 736.
11. 1 2  バイエルン州統計局 - 地方議会選挙結果（2015年10月17日 閲覧）
12. ↑  Databank Bayern-Recht,  Art. 31 Zusammensetzung des Gemeinderats（2015年10月17日 閲覧）
13. ↑  Ergebnis zur Bürgermeisterwahl 2014 am 16.03.2014 Markt Mömbris（2015年10月17日 閲覧）
14. ↑  Bayerns Gemeinden - Markt Mömbris（2015年10月17日 閲覧）
15. ↑  Speaasart Mainland - Mömbris - Heimatmuseum Gunzenbach（2015年10月17日 閲覧）
16. ↑  Speaasart Mainland - Mömbris - Doppelmühle Strötzbach（2015年10月17日 閲覧）
17. ↑  Markt Mömbris - Sehenswertes（2015年10月17日 閲覧）